# Larochea miranda
Larochea miranda is een slakkensoort uit de familie van de Larocheidae. De wetenschappelijke naam van de soort is voor het eerst geldig gepubliceerd in 1927 door Finlay.